# ماركوس سميث
ماركوس سميث (بالإنجليزية: Marcus Smith)‏ هو لاعب كرة قدم أمريكية أمريكي، ولد في 11 يناير 1985.

## وصلات خارجية
- ماركوس سميث على موقع مرجع كرة القدم المحترفة.كوم (الإنجليزية)